# 托德·朗德格伦
托德·朗德格伦（1948年6月22日—）是美国的流行乐和摇滚乐歌手、词曲作者、乐器演奏家、吉他手、音乐制作人和录音工程师之一。
朗德格伦出生于美国费城。他最初于1968年至1970年间在纳兹乐队(The Nazz)效力，1970年离开乐队后开始个人音乐生涯并且发行了一系列堪称摇滚经典的专辑。如Runt: The Ballad of Todd Rundgren、Something/Anything?、A Wizard, a True Star等等。此外他还组建了艺术摇滚风格的乌托邦乐队(Utopia (American band))。
1970年代末，他开始为其他著名乐手、乐队制作专辑，成为世界顶级的音乐制作人。并在期间先后加入Ringo Starr、汽車合唱團(The Cars)乐队后身新汽车(The New Cars)、金发女郎(Blondie)等乐队。

## 外部連結
- Todd Rundgren在Allmusic上的頁面
- The Nazz在Allmusic上的頁面
- Hello People在Allmusic上的頁面
- Utopia在Allmusic上的頁面
- Todd Rundgren & Utopia在Allmusic上的頁面
- Ubben Lecture at DePauw University （页面存档备份，存于） (April 8, 2009)
- Todd Rundgren Interview （页面存档备份，存于） NAMM Oral History Program
- Todd Rundgren Radio （页面存档备份，存于）